# Třebešice (powiat Kutná Hora)
Třebešice – wieś i gmina w Czechach, w powiecie Kutná Hora, w kraju środkowoczeskim. Według danych z dnia 1 stycznia 2013 liczyła 238 mieszkańców.